# Franz Mathar
Franz Ludwig Mathar (* 11. November 1936 in Monschau; † 25. Juli 2020 ebenda) war ein deutscher Grafik-Designer und Schriftsteller.

## Familie
Franz Mathar war der Sohn des Schriftstellers Ludwig Mathar und der Bruder des ebenfalls schriftstellerisch tätigen Albertus Mathar, mit dem er mehrere Bücher gemeinsam verfasste und veröffentlichte.

## Themengebiet
Die Bücher des Wahlkölners Franz Mathar befassen sich überwiegend mit Kölner Bier und mit der zugehörigen Kölner Brauhistorie.

## Besonderheiten
Franz Mathar gilt, in Zusammenarbeit mit der Hans-Sion-Stiftung, als „Erfinder“ des 1997 eingerichteten Kölner Brauhauswanderwegs. Der Kölner Brauhauswanderweg wird heute als Führung oder individuell zu begehende Strecke mit festgelegten und gekennzeichneten Stationen vom Kölner Brauerei-Verband e. V. angeboten. Von Franz Mathar stammte auch die Idee, in der Kölner Basilika St. Andreas, der Patronatskirche und dem Stammsitz der St. Peter von Mailand-Bruderschaft, eine Brauer-Krippe zu etablieren, die im Jahre 2001 von der Unkeler Bildhauerin Hildegard Neunkirchen künstlerisch aus gebrannten Tonfiguren geschaffen wurde.

## Veröffentlichungen
Der Bachem Verlag hat folgende Bücher von Franz Mathar publiziert:
- Kölner Brauhauswanderwege – Südstadt, ISBN 978-3-7616-1814-1
- Kölner Brauhauswanderwege (mit Albertus Mathar), ISBN 978-3-7616-2350-3
- Kölner Brauhauswanderweg – Altstadt, ISBN 978-3-7616-1653-6
- Kölner Brauhauswanderwege – Nördliche Altstadt, ISBN 978-3-7616-1763-2

Die nachstehenden Bücher Franz Mathars sind im Greven Verlag Köln erschienen:
- Kölner Oasen, ISBN 978-3-7743-0324-9
- Köbes, noch e Kölsch!, ISBN 978-3-7743-0296-9
- Prosit Colonia: Die vergessenen und die unvergessenen Brauereien, Bier- und Brauhäuser Kölns, ISBN 978-3-7743-0317-1
- Kölsche Bier- und Brauhäuser (mit Rudolf Spiegel), ISBN 978-3774302488

Im Droste Verlag veröffentlichte Franz Mathar im Jahre 1976 das Buch Monschau  – So wie es war, in Co-Autorschaft von Gerd Courts, ISBN 3-7700-0418-3.